# 최옥자
최옥자는 대한민국의 교육자이다. 남편 주영하와 세종대학교를 설립하였다.
1. ↑  https://www.khan.co.kr/people/obituary/article/201104102127445